# باشگاه فوتبال عربه یونیدو
باشگاه فوتبال عربه یونیدو یک باشگاه فوتبال حرفه‌ای واقع در کلون، پاناما است که در لیگ فوتبال پاناما بازی می‌کند. این باشگاه بازی‌های خود را در ورزشگاه آرماندو دلی والدس انجام می‌دهد.
نام این تیم، "Árabe Unido" به معنای "اتحادیه عرب" در انگلیسی است که به ریشه اصلی عربی این باشگاه تاکید دارد.

## افتخارات
- لیگ فوتبال پاناما: ۱۳ قهرمانی